# High School Confidential
High School Confidential (Pretty Persuasion) (alt. High School Confidential – Der Teufel trägt Minirock) ist eine US-amerikanische Filmkomödie aus dem Jahr 2005. Regie führte Marcos Siega, das Drehbuch schrieb Skander Halim.

## Handlung
Bei einem Casting für eine TV-Serie spricht die brünette, fünfzehnjährige Kimberly Joyce für eine Nebenrolle als französische Austauschschülerin vor. Sie schindet Eindruck aufgrund ihrer guten französischen Aussprache, kann sich jedoch gegen die – zumeist blonden – Konkurrentinnen nicht durchsetzen.
Kimberly befindet sich an ihrer exklusiven Privatschule in Beverly Hills. Missgünstig schaut sie ihrer Freundin Brittany dabei zu, wie sie mit Kimberlys Exfreund flirtet. Im Büro des Direktors stellt sich die Reporterin Emily Klein vor sowie der Juralehrer Roger Nicholl, der die Reporterin als „kalte Schwester“ betitelt.
Kimberly begegnet der neuen Mitschülerin Randa, die aus dem Nahen Osten stammt. Auffällig ist Randas Naivität. Während die beiden über den Campus schlendern, lässt sich Kimberly über das westliche Frauenbild, Diäten und ihre reichen Mitschüler aus und ist sehr darum bemüht sich selbst als einen guten Menschen darzustellen. Unter anderem erwähnt sie Josh Horowitz, dessen Vater den Mörder seiner eigenen Frau verteidigt und einen Freispruch erwirkt hat.
Randa und Kimberly sind im Unterricht bei Mr. Anderson. Kimberly spricht mit Randa über ihr Kopftuch und breitet allgemeine Vorurteile gegen den Nahen Osten aus. Zudem erzählt sie einen Witz, der in etwa lautet: „Wie schwängert ein Araber seine Frau? Er ejakuliert gegen die Wand und lässt die Fliegen den Rest machen.“ Randa lacht, Kimberley weist sie darauf hin, dass ihr Gelächter unangebracht sei, der Witz sei beleidigend für ihr Volk. Sie erwähnt, dass ihr Bruder im Irakkrieg gefallen sei und ihr Vater bereits die dritte Ehe führe. Mr. Anderson verdonnert beide zum Nachsitzen wegen Schwätzens.
Noch auf dem Campus begegnen die beiden kurz „Kenny, dem Waffendealer“. Kimberleys Freund Barry, den sie nach eigener Aussage „doof“ findet, der jedoch Football spielt, beteiligt sich am Gespräch. Er möchte den Mädchen Gründe nennen, warum Bier besser sei als Frauen, hat diese jedoch vergessen. Dann treffen sie auf Brittany, von der man erfährt, dass sie die Schule geschwänzt hat um Zeit mit ihrem neuen Freund Troy – Kimberlys Exfreund – zu verbringen. Der Grund der Trennung wird jedoch nicht genannt. Zur Sprache kommt, dass Brittany gerne masturbiert. Auffällig ist Britannys Eigenschaft, Fremdwörter falsch zu benutzen.
Die Mädchen begeben sich zur Ausschreibung für das Theaterstück „Anne Frank“, das unter der Regie von Mr. Anderson aufgeführt werden soll. Kimberly erhält die Hauptrolle, nach eigener Aussage, weil sie brünett ist. Sie muss Troy im Stück küssen. Als sich Randa und Kimberly zum Nachsitzen aufmachen, werden sie von Brittany gewarnt, Mr.Anderson sei komisch mit Mädchen.
Beim Nachsitzen schließt Mr. Anderson die Jalousien, während er mit Randa spricht.
Kimberlys Familie sitzt am Mittagstisch über geliefertem Essen. Der Vater äußert sich deutlich antisemitisch und fremdenfeindlich. Keiner hört dem anderen zu, alle sprechen aneinander vorbei. Kimberly wird durch einen Anruf ihrer Mutter beim Essen gestört. Diese hat ihren Namen falsch geschrieben, ihr Alter und den Namen von Kimberlys Hund vergessen. Im Hintergrund streiten die Eltern weiter. Kimberly erzählt von einem Geigenvorspiel, bei dem ihr Vater nicht dabei sein wird. Das Gespräch endet, als Kimberly durch einen Anruf von Barry unterbrochen wird, der ihr einen der Bier-Witze erzählen will.
Kimberly bricht auf zu Barry, von dem sie sexuelle Gefälligkeiten verlangt, ohne sich dafür zu revanchieren. Barry beschwert sich darüber.
Einen Monat später stürmt die – nun brünett gefärbte – Brittany aus dem Theatersaal und macht ihrem Hass gegenüber Mr. Anderson Luft. Kimberly tröstet sie und lädt sie zu einem Treffen am selben Abend mit Randa bei Kimberly zu Hause ein.
Am Abend schauen die Mädchen fern, während sie Zigarren des Vaters rauchen und seine Süßigkeiten essen. Im Fernsehen läuft ein Bericht über einen Jungen, der an einer anderen privaten Schule Amok gelaufen ist. Reporterin ist Emily Klein. Die Mädchen diskutieren kurz, Kimberly meint, sie könne den Jungen verstehen. Danach legt Kimberly einen Porno ein.
Bei Mr. Anderson zu Hause. Er schenkt seiner Frau den Rock, den die Mädchen an seiner Schule tragen. Er fordert seine Frau auf, diesen gleich anzuziehen und einen Zettel vorzulesen, dessen Titel lautet „Wieso ich es verdient habe, bestraft zu werden“. Die beiden beginnen mit dem Liebesspiel.
Bei Kimberly geht es mit dem Porno weiter. Kimberly erzählt von ihren Erfahrungen mit Analsex. Sie hatte einen Freund – Warren – der mit ihr Analsex ausprobiert hat. Danach verließ er sie mit der Begründung, er wolle keine Frau, die so etwas mit sich machen ließe. Kimberly meint, das mit Warren habe nicht so weh getan wie mit den anderen, geht aber nicht näher darauf ein. Im Porno wird eine Unterhaltung von zwei lesbischen Frauen gezeigt.
Die Mädchen erbrechen die Süßigkeiten. Die Trennung von Kimberly und Troy kommt zur Sprache, Kimberly gibt vor, ihn verlassen zu haben, weil es zu keinen sexuellen Handlungen kam. Brittany wundert sich darüber. Randa kommt aus dem Bad zurück, und die Mädchen widmen sich Racheplänen an Mr. Anderson.
Die Mädchen befinden sich an der Schule, wo wegen des Amoklaufs Metalldetektoren aufgestellt wurden. Die Mädchen besprechen sich kurz. Die Reporterin berichtet von der Schule und dass die Mädchen Mr. Anderson wegen sexueller Übergriffe angezeigt haben. Die Vermutung, die Reporterin sei lesbisch, wird bestätigt.
Bei Mr. Anderson besprechen Mr. Anderson, seine Frau und Mr. Nicholl das weitere Vorgehen. Mr. Nicholl soll die Verteidigung übernehmen. Er möchte darauf plädieren, dass Mr. Anderson eine gelähmte Hand habe – die, mit der er die Mädchen nicht betatscht hat. Mrs. Anderson äußert Zweifel an dieser Art der Verteidigung.
Bei Kimberly zu Hause wird das Telefonat von Kimberlys Vater mit einer Sexhotline von Kathy unterbrochen. Kimberly hat das Gespräch belauscht. Es kommt zum Streit zwischen Kathy und Kimberlys Vater und es wird wiederholt darauf angespielt, Kathy habe Sex mit dem Hund der Familie. Kimberlys Vater entscheidet sich nun, mit Kimberly über ihre sexuellen Ausschweifungen und die Anklage gegen Mr. Anderson zu diskutieren. Er sorgt sich um den Ruf seiner erzieherischen Fähigkeiten sowie um den seines Unternehmens. Kathy unterbricht das Gespräch; Kimberly spielt Kathys Beziehung zu dem Hund an und zitiert aus dem Gespräch des Vaters mit der Sexhotline, um beide auf deren sexuellen Verfehlungen hinzuweisen.
Kimberly begegnet Emily, der Reporterin, im Flur der Schule. Kimberly gibt sich als Retterin der Unterdrückten. Sie benutzt das Gespräch aus dem Porno, um sich die Sympathie der Reporterin zu sichern.
Das Gerichtsverfahren beginnt. Die Mädchen sind im Gerichtssaal auffällig brav gekleidet.
Ein Rückblick zeigt, dass Kimberly die Rolle der Anne Frank entzogen wurde, nachdem sie sich auf einer Schulveranstaltung antisemitisch gegenüber Josh Horowitz geäußert hatte. Diese Äußerung scheint von Kimberly provoziert, da sie die Schulveranstaltung organisiert hat. Mr.Anderson und Mr. Nicholl unterhalten sich darüber, wie intelligent Kimberly sei und wie manipulativ die Mädchen an der Schule seien, vor allem durch ihre scheinbar sexuellen Verhaltensweisen.
Im Büro des Rektors versöhnen sich Josh und Kimberly. Kimberly beschuldigt ihren Vater, durch ihn mit Antisemitismus groß geworden zu sein. Danach erfährt Kimberly, dass ihr die Rolle entzogen wurde. Sie behauptet, das Tagebuch von Anne Frank von ihrem gefallenen Bruder erhalten zu haben. Mr. Anderson glaubt ihr nicht. Kimberly färbt Brittany die Haare, damit diese die Rolle übernehmen kann.
Im Gerichtssaal befragt Mr. Nicholl Kimberly. Er wirft ihr vor, in Mr. Anderson verliebt zu sein und deswegen Rachegelüste zu haben. Als Beweis führt er den Zettel an, den zuvor Mrs. Anderson vorgelesen hatte, mit dem Titel „Warum ich es verdient habe, bestraft zu werden“. Es ist ein Aufsatz, der während des Nachsitzens entstand. Kimberly liest ihn mit unschuldiger Stimme vor. Als Mr. Nicholl sie auffordert, ihn erotischer vorzulesen, verweist Kimberly auf ihr Alter und damit auf ihre scheinbar mangelnde sexuelle Erfahrung. Sie beginnt zu weinen.
Kimberly nimmt sexuelle Handlungen an Josh Horowitz vor und bittet ihn, er möge seinen Vater auffordern, Mr. Anderson zu verteidigen. Josh versteht ihre Bitte nicht.
Randa wird im Gericht befragt. Mr. Anderson hat Randa beim Nachsitzen gedroht, sie aufgrund ihrer schlechten Leistungen in Englisch durchfallen zu lassen. Für Randas Eltern sind gute Noten jedoch enorm wichtig. Im Gericht gibt sie zu Protokoll, Mr. Anderson habe einen gemeinen Witz erzählt. Sie erzählt den Witz, den Kimberly zu Beginn des Filmes erwähnt hat. Des Weiteren sagt sie, sie wäre begrapscht worden. Auf Mr. Nicholls Frage, mit welcher Hand das geschehen sei, antwortet sie „mit beiden“. Dadurch ist Mr. Nicholls Verteidigungsstrategie hinfällig.
Bei Brittany zu Hause eröffnet sie Troy, dass sie Angst vor ihrer Aussage hat, da sie oft unter Druck versagt. Troy lobt Kimberly und erzählt, wie es zwischen den beiden zum Bruch kam: Er hat Kimberly verstoßen, nachdem er erfahren hat, dass sie mit Warren Analsex hatte.
Im Gerichtssaal wird nun Brittany vom Staatsanwalt befragt. Sie schildert die Ereignisse, bevor sie aus dem Theatersaal stürmte: Mr. Anderson forderte sie auf, einen „persönlichen Moment“ zu durchleben. Sie begann dabei auf der Bühne zu masturbieren. Er forderte sie auf, weiterzumachen, sie verließ jedoch, gefolgt von Kimberly, wütend den Raum.
Kimberly beendet ihre Beziehung zu Barry. Dieser reagiert darauf, indem er weiter Bier-Witze erzählt.
Kimberly nimmt sexuelle Handlungen an der Reporterin Emily vor.
Josh bittet währenddessen seinen Vater, Mr. Anderson zu verteidigen. Er schafft es nur, ihn zu überzeugen, indem er seinem Vater ein schlechtes Gewissen einredet, weil dieser so wenig Zeit mit Josh verbringt.
Die Reporterin berichtet überaus positiv über das Gerichtsverfahren und über Kimberly. Ihre Beziehung mit der Kamerafrau zerbricht daran.
Mr. Horowitz betritt den Gerichtssaal.
Es folgt ein Rückblick auf den Abend, an dem der Racheplan entstand. Nachdem Randas und Brittanys Motive nun klar sind, wird Kimberlys Motiv enthüllt: Durch das Medieninteresse erhofft sie sich einen einfacheren Einstieg als Schauspielerin. Auch Brittany ist von diesem Motiv angetan. Erneut kommt zur Sprache, dass Brittany Probleme mit Druck hat.
Vor Gericht spricht Mr. Horowitz Brittany lediglich mit ihrem Namen an. Sie plaudert den Racheplan aus. Vor der Schule befindet sich bereits eine große Menschenmenge sowie die Presse. Emily ist wütend auf Kimberly, diese erpresst sie jedoch, weiterhin positiv zu berichten. Ihr Druckmittel ist ein Video der sexuellen Handlungen zwischen den beiden.
Randas Vater bringt ihr gegenüber sowie gegenüber den USA schwere Vorwürfe vor.
Die Folgen werden bekannt: Die Schülerinnen werden suspendiert. Brittany wird von Troy verlassen und ist von Traurigkeit überwältigt. Anstatt sie zu trösten, fordert Kimberly sie auf, den Schmerz für ihre spätere Schauspielkarriere zu konservieren. Randa schmuggelt eine Pistole unter ihrem Kopftuch in die Schule, wo sie ihre Bücher abholen soll. Sie schreibt auf Arabisch den Satz „Wir sind alle Sünder“ auf die Tafel und erschießt sich. Kimberlys Vater macht seiner Tochter schwere Vorwürfe, weil seine Firma schlecht läuft. Sie macht sich Vorwürfe wegen Randa. Sie möchte, dass ihr Vater mehr Zeit mit ihr verbringt. Er lehnt ab und lässt noch mehr Vorwürfe hören. Mr. Anderson wird von seiner Frau verlassen.
Die Produzenten der Serie, für die Kimberly vorgesprochen hat, schenken der Negativpresse über Kimberly Aufmerksamkeit. Unter anderem äußert sich darin „Kenny der Waffendealer“ negativ über Schusswaffen; Emily äußert sich positiv über Kimberly. Sie beschließen, Kimberly zu kontaktieren.
Kimberly zieht um zu ihrer Mutter. Während sie packt, schlägt sie das Tagebuch der Anne Frank auf, in dem tatsächlich eine Widmung ihres Bruders zu lesen ist. Sie wird von Brittany unterbrochen. Diese hat über Josh erfahren, dass Kimberly geplant hatte, die Rachepläne vor Gericht auszuplaudern. Kimberly ist nun bekannt. Als zusätzliches Motiv gibt sie die Eifersucht wegen Troy an. Sie erzählt, wie sie alles geplant hat. Zu Randas Tod begnügt sie sich mit einer Anspielung auf den Tod ihres Bruders.
Kimberly sieht fern und weint dabei. Es läuft die Serie, in der sie eine Nebenrolle hat, ein Interview mit dem Amokläufer, ein Statement von Randas Vater, Southpark und wieder die Serie.

## Kritiken
Roger Ebert schrieb in der Chicago Sun-Times vom 26. August 2005, man hätte den Film entweder als Drama oder als Komödie drehen sollen, ohne zu versuchen, beide Genres zu mischen. Er lobte die „erstaunlich gute“ Darstellung von Evan Rachel Wood.
Stephen Holden nannte den Film in der New York Times vom 12. August 2005 eine obszöne, misanthropische Satire, die aufs Ganze gehe. Sie sei so schadenfroh gemein („gleefully nasty“), dass es erstaunlich sei, dass der Film überhaupt gemacht und veröffentlicht worden sei. Vieles an ihm sei auch noch „extrem witzig“. Jede Satire, die ihr Geld wert sei, sollte sich nicht scheuen, anzuecken, und diese Satire schleudere ihren Dreck mit furchtloser Verwegenheit („fearless audacity“) in jede Richtung. Die eiskalte Haltung von Evan Rachel Woods Figur sei völlig überzeugend und bringe einen aus der Fassung. Den Film zu sehen sei wie ein reinigendes Gewitter, hinterher sei die Luft wohlriechend und man habe Sicht bis zum Horizont.
Das Lexikon des internationalen Films schrieb, der Film sei eine „dramatische Farce als Mischung aus der gediegenen Satire ‚American Beauty‘ und dem Teenie-Klamauk ‚American Pie‘“. Er spiele „mit der Sensationslüsternheit der Medien sowie mit gesellschaftlichem Geltungswahn“, sei „letztlich aber nur ein oberflächlicher Genre-Mix“.

## Auszeichnungen
Marcos Siega gewann im Jahr 2005 den German Independence Award des Internationalen Filmfestivals Oldenburg. Er wurde 2005 für den Großen Jurypreis des Sundance Film Festivals und für einen Preis des Deauville Film Festivals nominiert.

## Hintergründe
Der Film wurde in Los Angeles gedreht. Seine Produktionskosten betrugen schätzungsweise 2,5 Millionen US-Dollar. Der Film hatte seine Weltpremiere am 22. Januar 2005 auf dem Sundance Film Festival; danach wurde er u. a. auf dem Seattle International Film Festival, dem Atlanta Film and Video Festival und dem Melbourne International Film Festival gezeigt. Er spielte in den ausgewählten Kinos der USA ca. 306 Tsd. US-Dollar ein.